# SCR-658
Le SCR-658 (Signal Corps Radio numéro 658) succéda au radar SCR-258 et fut développé en même temps que le radar SCR-268, le premier radar opérationnel américain. Sa mission principale fut de suivre les ballons-sondes lors de radiosondages en remplacement du théodolite manuel difficile à utiliser par mauvais temps. Ce radar était de faible dimension permettant de le déplacer rapidement d'un endroit à l'autre grâce à la 
remorque Ben Hur (en). 
Il n'existe qu'un seul survivant de ce radar, au National Museum of the United States Air Force de Dayton (Ohio), il fut en service de 1945 à 1975 à l'aéroport de Berlin-Tempelhof.

## Caractéristiques

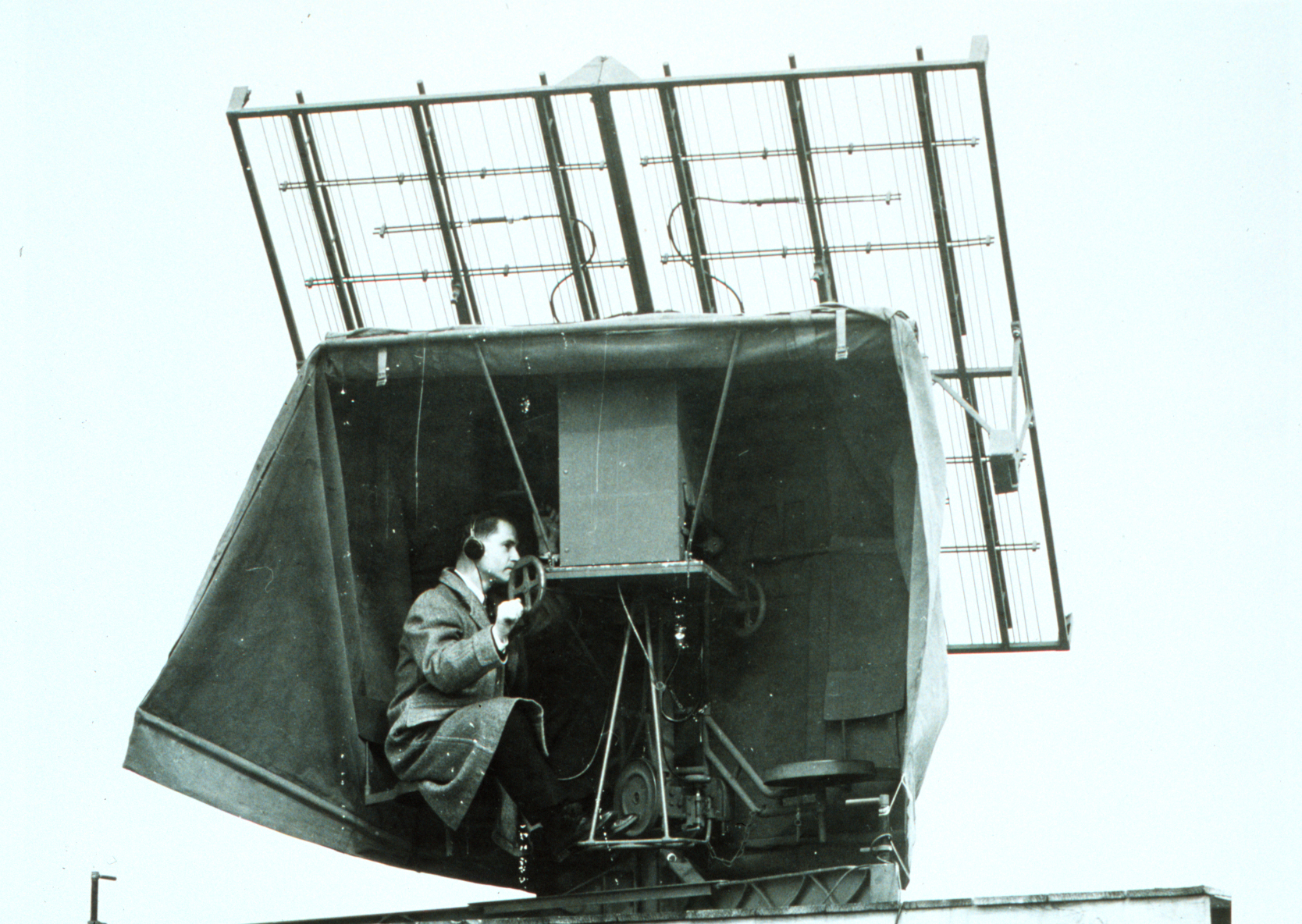
SCR-658 de l'US Weather Bureau utilisé pour suivre les ballons radiosondes.

Le SCR-658 pesait environ 1 000 livres (453,59237 kg) une fois monté. Il utilisait une série de dipôles verticaux monté sur un cadre, le tout ressemblant à un sommier, terme qui devint son surnom. Le radar fonctionnait à une longueur d'onde de 400 cm et l'antenne était divisée en deux moitiés permettant de repérer le ballon-radiosonde en inversant les lobes pour déterminer la direction du signal le plus fort. La mesure d'altitude de ballon la plus élevée enregistrée par le radar utilisé à Tempelhof est d'environ 42 700 m.